# Harmonisch-delergetal
Een harmonisch-delergetal is een natuurlijk getal waarvan het harmonisch gemiddelde van de delers een geheel getal is. Men noemt zo een getal ook een Ore-getal of harmonisch getal van Ore, naar de Noorse wiskundige Øystein Ore (1899-1968) die het begrip definieerde. Ore noemde ze kortweg harmonische getallen. De harmonisch-delergetallen moeten niet met de bekende harmonische getallen worden verward.
De delers van het getal 6 bijvoorbeeld, zijn 1, 2, 3 en 6. Het harmonisch gemiddelde daarvan is:
{\displaystyle {\frac {4}{{\frac {1}{1}}+{\frac {1}{2}}+{\frac {1}{3}}+{\frac {1}{6}}}}=2}
Zes is dus een harmonisch-delergetal.
De eerste harmonisch-delergetallen zijn:
1, 6, 28, 140, 270, 496, 672, 1638, 2970, 6200, 8128, 8190 (rij A001599 in OEIS).
Er zijn 45 harmonisch-delergetallen kleiner dan 10.000.000.
Voor een harmonisch-delergetal {\displaystyle n} geldt, dat het rekenkundig gemiddelde van de delers van {\displaystyle n} zelf een deler is van {\displaystyle n}; of anders gezegd: {\displaystyle n} is een veelvoud van het rekenkundig gemiddelde van zijn delers. 140 bijvoorbeeld heeft twaalf delers: 1, 2, 4, 5, 7, 10, 14, 20, 28, 35, 70 en 140. De som daarvan is 336, en het gemiddelde (336/12) = 28 = 140/5.
Ore bewees, dat elk perfect getal een harmonisch-delergetal is. Het omgekeerde is echter niet waar: 140 bijvoorbeeld, is geen perfect getal.
Er zijn, behalve het triviale geval 1, geen oneven harmonisch-delergetallen bekend. Ore vermoedde, dat er behalve 1 geen oneven harmonisch-delergetallen bestaan. Als dit vermoeden bewezen kan worden, zou daaruit volgen dat er geen oneven perfecte getallen bestaan. Dit vermoeden is nog niet bewezen. Wel is reeds bekend dat alle harmonisch-delergetallen, waarvan het harmonisch gemiddelde kleiner is dan 300, even zijn; en het is bewezen dat een oneven harmonisch-delergetal in ieder geval deelbaar moet zijn door een priemgetal groter dan 100.000.